# Henryk Pytel
Henryk Pytel (Sosnowiec, Polonia, 15 de septiembre de 1955-27 de enero de 2024) fue un jugador polaco de hockey sobre hielo que jugó en la posición de ala izquierda.

## Carrera

### Club
| Periodo   | Club                    |
| --------- | ----------------------- |
| 1971-1983 | Zagłębia Sosnowiec      |
| 1983-1984 | Landshut Cannibals      |
| 1984-1986 | Grizzly Adams Wolfsburg |

### Selección nacional
Jugó para Polonia en 129 ocasiones de 1975 a 1986 y anotó 77 goles, situado actualmente en la segunda posición en goles con la selección nacional. Participó en ocho ediciones del Campeonato Mundial de Hockey sobre Hielo Masculino y en tres ediciones de los Juegos Olímpicos de Invierno.

## Logros
- Mejor jugador de la Ekstraliga en 1975/76.

## Distinciones
- Cruz al Mérito de Polonia en 2005.[3]